# Haematopota glenni
Haematopota glenni är en tvåvingeart som beskrevs av Philip 1963. Haematopota glenni ingår i släktet Haematopota och familjen bromsar. Inga underarter finns listade i Catalogue of Life.